# Storsponen
Storsponen är en kulle i Antarktis. Den ligger i Östantarktis. Norge gör anspråk på området. Toppen på Storsponen är 1 872 meter över havet.
Terrängen runt Storsponen är varierad. Trakten är obefolkad. Det finns inga samhällen i närheten. 